# Cley next the Sea
Cley next the Sea – wieś w Anglii, w hrabstwie Norfolk, w dystrykcie North Norfolk. Leży 40 km na północny zachód od Norwich i 179 km na północny wschód od Londynu.
W 2001 miejscowość liczyła 608 mieszkańców.